# Jon Beason
Jonathan "Jon" Beason (født 14. januar 1985 i Miramar, Florida, USA) er en amerikansk football-spiller, der spiller som linebacker for NFL-holdet New York Giants. Han har tidligere spillet flere år hos Carolina Panthers.
Beason er to gange, i 2008 og 2009, blevet udtaget til NFL's All-Star kamp, Pro Bowl.